# Summer Rappaport
Summer Rappaport (Denver, 25 de julio de 1991) es una deportista estadounidense que compite en triatlón. Ganó una medalla de bronce en el Campeonato Mundial por Relevos Mixtos de 2022.

## Palmarés internacional
| Campeonato Mundial por Relevos Mixtos | Campeonato Mundial por Relevos Mixtos | Campeonato Mundial por Relevos Mixtos | Campeonato Mundial por Relevos Mixtos |
| Año                                   | Lugar                                 | Medalla                               | Prueba                                |
| ------------------------------------- | ------------------------------------- | ------------------------------------- | ------------------------------------- |
| 2022                                  | Montreal (Canadá)                     | Medalla de bronce                     | Relevo mixto                          |